# Keiretsu
Keiretsu (jap. 系列, wörtlich: ‚Reihe‘, ‚Linie‘) bezeichnet japanische Zusammenschlüsse von Unternehmen, auch „wirtschaftliche Verbundgruppen“ genannt. Die Unternehmen sind rechtlich selbständig, aber wirtschaftlich voneinander abhängig.

## Definition
Eine einheitliche Definition für Keiretsu gibt es nicht, sie werden über einen Katalog von Merkmalen identifiziert. Zu diesen Merkmalen gehören:
- gleiche Namensbestandteile der Unternehmen
- Präsidententreffen (社長会 shachō-kai) zur Absprache von Unternehmensstrategien,
- eine „Hausbank“, die in der Regel der Hauptkreditgeber ist,
- ein Generalhandelshaus (Sōgō Shōsha), das für den Handel im In- und Ausland beauftragt wird,
- das Überkreuzhalten von Aktien anderer Gruppenmitglieder,
- das Vorziehen der Vergabe von Aufträgen innerhalb der Gruppe,
- die Entsendung von Managern in die Vorstände anderer Gruppenunternehmen, sowie
- ein starkes Zugehörigkeitsgefühl.

Zudem werden horizontale und vertikale Keiretsu unterschieden. Horizontale Keiretsu setzen sich aus Unternehmen verschiedener Branchen zusammen. Oftmals sind die verschiedenen Unternehmen um eine Bank gegliedert, welche einen starken Einfluss hat. Die Verbindungen zwischen den Firmen beruhen auf gegenseitigen Anteilen und Handelsbeziehungen. Meist gehen ihre Vorläufer auf Unternehmen aus Unternehmensgruppen zurück, die bereits vor 1945 Bestand hatten (財閥 zaibatsu). Vertikale Keiretsu können Endhersteller und deren Zulieferunternehmen (企業系列 kigyō keiretsu) bezeichnen oder Handelsketten (流通系列 ryūtsu keiretsu). Anders als bei horizontalen Keiretsu stammen die Firmen hierbei meist aus derselben Industrie. Zusätzlich sind sie oft eingebettet in ein horizontales Keiretsu.
Die Ausprägung der Merkmale ist je nach Keiretsu unterschiedlich.

## Geschichte
Vorgänger der Keiretsu waren Zaibatsu, riesige, Japans Wirtschaft dominierende Wirtschafts- und Handelskonzerne. Diese wurden unter Aufsicht des US-Generals Douglas MacArthur zerschlagen. Weiterhin wurde unter Alliierter Besatzung die Form der Unternehmensholding sowie das Führen alter zaibatsu-Namen verboten. Die Organisation in Keiretsu diente sozusagen als Ersatzmechanismus zur Senkung von Transaktionskosten.
Eine zunehmende Globalisierung und Deregulierung des japanischen Wirtschaftssystems seit Mitte der 1990er Jahre macht auch eine Umstrukturierung der Keiretsu erforderlich. Die Reform des Banksektors hat beispielsweise die Zusammenlegung von „Hausbanken“ zur Folge gehabt. Dies führt zu einer Konkurrenzsituation bei der Kreditvergabe an Unternehmen einer Branche, die vormals unterschiedlichen horizontalen Keiretsu angehörten. Auch über Kreuz gehaltene Aktien werden verkauft.
Die Keiretsu befinden sich in einem starken Wandlungsprozess. In welcher Form sie weiter Bestand haben werden, ist derzeit nicht abzusehen. 1997 wurde das Verbot von Holdinggesellschaften aufgehoben, wodurch sich japanische Unternehmensverbünde wie Mischkonzerne in anderen Industrieländern zentralisiert organisieren können und Überkreuzbeteiligungen nicht mehr das wichtigste Mittel der Integration sind.

## Wichtige Keiretsu
(Quelle: )

### Horizontale Keiretsu
- Mitsui
- Mitsubishi – ca. 30 Unternehmen sind Teil des Mitsubishi Kinyokai
- Sumitomo
- Fuyo
- Yasuda/Fuyō
- Sanwa
- Dai-Ichi Kangyō

### Vertikale Keiretsu
- Automobilindustrie:
  - Toyota
  - Nissan
  - Honda
  - Daihatsu
  - Isuzu
- Elektronik:
  - Hitachi
  - Tōshiba
  - Sanyo
  - Panasonic
  - Sony